# Samurai Shodown (computerspelserie)
Samurai Shodown (Samurai Spirits in Japan) is een serie beat'em ups gemaakt door SNK. Het wordt beschouwd als een van de beste 2D beat 'em up reeksen. Het grote verschil met andere 2D vechtspellen zoals Street Fighter is dat elke vechter een uniek wapen gebruikt in de strijd, wat leidt tot bloederige, intense gevechten. 
Ook startte deze serie de eigen SNK-stijl van Engrish.
Liefhebbers van de serie halen vaak de geheel eigen sfeer en unieke personages aan als sterke punten. De serie speelt zich af in het Japan van de 18de eeuw. Die periode wordt als erg duister weergegeven, vol oorlog, ziekte en dood. De sobere, typisch Japanse muziek draagt bij aan die sfeer. 
De meeste van de vechters zijn Samoerai of Ninjas, en hebben elk hun eigen verhaal. Onderlinge vetes (zoals tussen Genjuro en Ha Oh Maru) en wraak zijn vaak hun motivatie om in de strijd te treden.

## Spellen in de hoofdreeks

### Samurai Shodown
- Uitgebracht in 1993 op de Neo-Geo, later overgebracht naar andere spelcomputers zoals de Super Nintendo, Sega Mega Drive, Sega Mega-CD en 3DO.
- Keuze uit 12 unieke vechters. Eindbaas is Shiro Tokisada Amakusa.

### Samurai Shodown II
- Uitgebracht in 1994 op de Neo-Geo, later overgebracht naar Windows en de PlayStation (enkel in Japan).
- 4 nieuwe personages, en het eerste spel dat gebruikmaakt van de Rage-meter: als de vechter een bepaalde hoeveelheid schade oploopt, kan hij of zij een speciale aanval uitvoeren. Die aanval vernietigd ook het wapen van de tegenstander voor een korte tijd. Eindbaas is Mizuki.
- Deze editie wordt beschouwd als de beste in de serie, en een van de beste beat 'em ups ooit.

### Samurai Shodown III
- Uitgebracht in 1995 op de Neo-Geo, later overgebracht naar de PlayStation en Sega Saturn.
- De toon is veel duisterder dan vorige spelen, en alle personages werden hertekend. Enkele personages (zoals Jubei Jagyu) werden weggelaten, en 5 nieuwe personages werden geïntroduceerd. Amakusa is nu ook een speelbaar personage. Eindbaas is Zankuro.
- Een andere grote verandering was dat elk personage nu een Bust ("verrader") en Slash ("ervaren vechter") versie had. De besturing was ook veranderd, er werd nu meer nadruk gelegd op een harde wapenaanval.
- De veranderingen vielen niet in de smaak, en dit werd een van de minst populaire spellen in de reeks.

### Samurai Shodown IV
- Uitgebracht in 1996 op de Neo-Geo, later overgebracht naar de PlayStation en Sega Saturn.
- SNK bracht enkele vechters terug die in SS3 ontbraken, en introduceerde 2 nieuwe personages. Ook kon de speler nu een 'fatality' move doen op de tegenstander, met de bedoeling hem voorgoed af te maken.
- Het spel was populairder dan nummer 3, maar velen vonden dat de serie niet meer zo goed was na het tweede spel.

### Samurai Shodown V
- Uitgebracht op de Neo Geo, later overgebracht naar de PlayStation 2 en Xbox.
- Niet ontwikkeld door SNK zelf, maar door Yukes Enterprise.
- 9 nieuwe vechters, en een vernieuwde besturing zijn de grootste nieuwigheden in deze episode. Het Slash/Bust principe werd weggelaten.
- In Japan kwam er ook een update uit: Samurai Shodown V Special. 3 nieuwe personages werden toegevoegd. De fatalities, weggelaten uit SSV, kwamen terug. Dit werd ook het allerlaatste spel uitgebracht op het Neo-Geo systeem.

### Samurai Shodown VI
- Officiële titel in Japan is "Samurai Spirits Tenkaichi Kenkyakuden". Uitgebracht op het Atomiswave arcadeboard, later overgebracht naar de PS2.
- Weer ontwikkeld door SNK Playmore.
- Bevat elk personage uit de gehele SS serie en enkele nieuwe vechters. Ook kan men kiezen uit 6 verschillende speelstijlen, gebaseerd op de vorige spellen.

- Samurai Shodown V (2003)
- Samurai Shodown VI (2005)
- Samurai Shodown: Sen (2008)

## Andere spellen
- Samurai Shodown RPG (1997)
- Samurai Shodown 64 (1997)
- Samurai Shodown 64: Warrior's Rage (1998)
- Samurai Shodown! (1998)
- Samurai Shodown! 2 (1999)
- Samurai Shodown: Warrior's Rage (1999)
- Samurai Shodown Anthology (2009, compilatie)